# Copart
Copart, Inc. (англ. Copart, Inc.) — американская многонациональная компания, специализирующаяся на предоставлении услуг онлайн-аукционов и перепродажи транспортных средств. Компания обслуживает автомобильные дилерские организации, страховые компании, прокатные агентства, автопарки и финансовые институты в 11 странах: США, Канаде, Великобритании, Германии, Ирландии, Бразилии, Испании, ОАЭ, Бахрейне, Омане и Финляндии.
Штаб-квартира компании расположена в Даллас, Техас. На начало 2022 года у Copart было более 200 физических площадок общей площадью свыше 10 000 акров (около 40 000 га). Через собственную запатентованную технологию онлайн-аукционов VB3, а также другие бренды, такие как BID4U, DRIVE Auto Auctions и National Powersport Auctions, компания еженедельно и раз в две недели проводит аукционы по продаже подержанных, восстановленных и повреждённых автомобилей частным лицам и юридическим лицам.
Copart является публичной компанией и торгуется на бирже NASDAQ под тикером CPRT. Компания неоднократно входила в списки Fortune: Future 50, 100 Fastest-Growing Companies и Fortune 500.

## История
Компания была основана в 1982 году предпринимателем англ. Willis J. Johnson в городе Вальехо (Калифорния). В начале 1990-х годов компания начала активно расти за счёт частных займов и увеличения капитала. К 1994 году она насчитывала 12 площадок в Калифорнии, Орегоне, Вашингтоне и Техасе.
В марте 1994 года компания провела первичное публичное размещение (IPO) своих акций по цене $12 за штуку и стала торговать на бирже NASDAQ под символом CPRT. Это позволило компании выйти на национальный уровень.
В мае 1995 года произошло крупное приобретение — компания NER Auction Group, что удвоило количество площадок Copart по всей стране. После этого компания продолжила расширяться через приобретения и открытие новых центров. С 1995 по 1996 год было открыто ещё шесть новых площадок. В дальнейшем компания заключила контракты с крупнейшими страховыми компаниями США для создания национальной сети.
В 1997 году была создана система Copart Auction System (CAS), которая позволяла унифицировать операции между всеми площадками и повысить эффективность работы. В 1998 году компания внедрила возможность интернет-ставок, что стало революцией в отрасли, где доминировали локальные аукционы.
В 2003 году компания переехала из Фэрфилда (Калифорния) в Даллас (Техас), где арендует здание Copart Tower общей площадью около 53 000 кв. футов (около 4 900 м²).
В 2012 году компания расширила своё присутствие в Европе и Азии, открывая площадки в Великобритании, ОАЭ, Бразилии, Бахрейне, Омане, Испании, Ирландии и Германии. В 2018 году был приобретён финский аукционный бизнес Autovahinkokeskus (AVK).
В 2013 году была запущена новая версия аукционной платформы — VB3, поддерживающая мобильные устройства и современные браузеры без необходимости установки дополнительных плагинов.

## Продукты и операции
Среди брендов компании:
- BID4U
- CashForCars.com
- CrashedToys
- DRIVE Auto Auctions
- National Powersport Auctions (NPA)

Компания предлагает дополнительные услуги: оценка стоимости повреждённых автомобилей, доставка транспорта до и от площадок, помощь в оформлении документов на транспортные средства.
Более 80% доходов компании составляет оплата за использование онлайн-аукционной платформы. Оставшаяся часть получается от перепродажи транспортных средств, находящихся в собственности Copart. Около 88% доходов от сервисных сборов и 63% от продажи автомобилей приходится на рынок США, остальное — на международные операции.
Основными покупателями являются предприятия по разборке автомобилей, а главными поставщиками — страховые компании, передающие на реализацию повреждённые или списанные после аварий автомобили, а также автомобили, повреждённые в результате стихийных бедствий.

## Внешние ссылки
- copart.com — официальный сайт Copart
- Отчеты Copart в SEC.